# Freemake Video Converter
Freemake Video Converterは、Freemake.comによって開発されたフリーウェアのビデオコンバータである。このソフトは、DVDを録画・コピーし、様々な動画形式に変換出来る。また、写真のスライドショーや音楽の可視化、そしてYouTube以外の動画サイトにファイルをアップロードする事が出来るが、現在ほとんどの機能は有料となっている。一部WEBアーカイブを利用し旧版をダウンロードする方法や再配布サイト、最新版のファイルをイジる事で機能を無料で得る「有料の抜け道」もいくつか確認できる。
Freemake.comはイギリスの会社、DigitalWave Ltd. が運営する。

## 特長
Freemake Video ConverterはAVI、WMV、MP4、3GP、DVD、Blu-ray DiscおよびMP3などの主流動画フォーマット間での動画変換を容易に行える機能性を備えた動画変換ソフトである。
500種類以上のフォーマットに対応している。
（動画… avi, mp4, wmv, mkv...）
（音声… mp3, wma, wav, flac...）
（画像… jpg, png, gif, bmp...）
別形式に変換したり、画質を下げたりすることができる。
DVDへの書き込みは見事で、テレビで再生できる。
ビデオを結合する、トリミングするなど簡単な編集が行える。
YouTubeへのアップロードができる。
映像に字幕を付けることができる。
有料版を購入することで新たな機能を追加できる。
CUDAやDXVAに対応していて高速で変換できる。
iPod、iPhone、iPad、Xbox、Sony PlayStation、BlackBerry、Androidなど様々なマルチメディアデバイスのフォーマットに対応している。
FreemakeVideo Converterのユーザーインターフェイスは、Windows Presentation Foundationの技術に基づいており、バージョン1.2.0以降では、H.264ビデオ符号化のためのNVIDIA CUDAテクノロジをサポートしている。
Windows XP/Vista/7/8/8.1/10（.NET Framework 4.5が必要）に対応。